# Patricia Vaca Narvaja
Patricia Vaca Narvaja (Córdoba, Argentina, 6 de abril de 1955) es una política argentina e instrumentista quirúrgica por la Universidad Nacional de Córdoba que entre 2010-2015 se desempeñó como embajadora de su país en México.

## Biografía
Hija del abogado Hugo Vaca Narvaja, que fuera Ministro del Interior, es la décima de un grupo de 12 hermanos, entre quienes se destacaron Miguel Vaca Narvaja, abogado asesinado en 1976 y Fernando Vaca Narvaja. Durante la dictadura militar autodenominada Proceso de Reorganización Nacional, vivió exiliada en México junto a su familia.
En 1991 fue Consejera del Partido Justicialista en representación de las mujeres y entre 1991 y 1995 se desempeñó como Coordinadora del Consejo Municipal del Consumidor de la Municipalidad de la Ciudad de Buenos Aires. Entre 2000 y 2003 fue asesora del Área de Capacitación del Ente Único de Servicios Públicos de la Ciudad de Buenos Aires y después Jefa del Área de Usuarios del Ente Único de Servicios Públicos.
En 2003 fue designada al frente de la Subsecretaria de Defensa del Consumidor, mientras que en 2005 fue elegida Diputada Nacional por la Provincia de Córdoba, cargo que ocupó hasta 2009.En la Cámara de Diputados ejerció las funciones de presidenta de la Comisión de Relaciones Exteriores y Culto, vicepresidente de la Comisión de Prevención de Adicciones y Control del Narcotráfico, como también la presidencia del Grupo Parlamentario de Amistad con Brasil.
En 2010 fue designada por la presidenta Cristina Fernández embajadora de la República Argentina en México, cargo que ocupa desde el 24 de junio de ese año.
Según Nacha Guevara fue Patricia la responsable de su temprana salida de la vida política.En 2023 fue designada como parte del equipo Coordinador Nacional del Grupo del Mercado Común (GMC) del Mercosur por Argentina en las negociaciones Mercosur – Unión Europea.